# Hans Sanders (Romanist)
Hans Sanders (* 15. Mai 1946 in Kerpen) ist ein deutscher Universitätsprofessor und Romanist.

## Leben
Hans Sanders legte 1965 am Gymnasium in Brühl (Rheinland) das Abitur ab. Von 1965 bis 1974 studierte er Germanistik, Romanistik und Philosophie in Bonn, dann Geschichte und Soziologie in Bremen. 1971 legte er das Staatsexamen in Romanistik an der Universität Bonn ab. Es folgte die Promotion an der Universität Bremen im Jahre 1977. Das Thema seiner Dissertation bei Peter Bürger lautete: Institution Literatur und Roman. Zur Rekonstruktion der Literatursoziologie.
1975 bis 1987 war er Assistent am Romanischen Seminar der Bergischen Universität Wuppertal bei Hans-Heinrich Baumann. 1980/81 vertrat er den Lehrstuhl von Gerhard Goebel in Hannover. An der Universität Wuppertal wurde er 1985 habilitiert mit der Schrift: Das Subjekt der Moderne. Mentalitätswandel und literarische Evolution zwischen Klassik und Aufklärung. 1987 erhielt er ein Heisenberg-Stipendium und lehrte bis 1989 als Heisenberg-Stipendiat am Ibero-Amerikanischen Institut der Universität Hamburg. 1988 wurde seine Habilitationsschrift mit dem Forschungspreis für Romanische Literaturwissenschaft der Universität Freiburg zu Ehren von Hugo Friedrich und Erich Köhler ausgezeichnet. Seit 1989 ist er Professor für Romanische Literatur- und Kulturwissenschaften an der Gottfried Wilhelm Leibniz Universität Hannover.

## Werk
Sanders’ Werk umfasst Arbeiten zu den romanischen Literaturen vom 12. bis zum 20. Jahrhundert, einschließlich der Theorie der Kunst und der Literaturtheorie. Der literarhistorische Ausgangspunkt lag während der siebziger Jahre auf der Literatur des 19. und 20. Jahrhunderts (Zola, Nouveau Roman etc.). Die Dissertation entwickelt am Beispiel dieser Themen den Grundriss einer vom traditionellen Widerspiegelungskonzept emanzipierten historisch-soziologischen Literaturwissenschaft.
Es folgten seit den achtziger Jahren eine Reihe von Untersuchungen (Das Subjekt der Moderne, 1987; Lebenswelten, 2013), die den schmalen Zeithorizont des Anfangs zunächst auf das 17. und 18. Jahrhundert (Boileau, Mme de Lafayette, Rousseau etc.) bis hin zum französischen Mittelalter hin erweitern (Chrétien de Troyes). Ein besonderes Gewicht kommt der französischen und italienischen Renaissance (Montaigne, Cardano, Cellini, Guicciardini, Machiavelli) zu. In allen Arbeiten geht es um die komplexen Beziehungen zwischen Literaturgeschichte und allgemeiner Geschichte.
In den neunziger Jahren lag der Arbeitsschwerpunkt auf ästhetischem Gebiet: Zeitgabe. Für eine Ästhetik der Lebenswelt (2001) entwickelt die frühen literaturtheoretischen Ansätze zu einer Theorie der ästhetischen Erfahrung weiter, welche deren Ort jenseits von wie immer verstandener diskursiver Wahrheit fasst. Das 2018 erschienene Buch Zeitenwende. Kleine Theorien der neuen Welt ist auch als Versuch zu lesen, die dem gesamten literaturgeschichtlichen Werk zugrundeliegenden oder auch es begleitenden, in der normal science (Thomas S. Kuhn) latent bleibenden, theoretisch-philosophischen Voraussetzungen zu explizieren.

## Preise und Auszeichnungen
- 1988: Forschungspreis für Romanische Literaturwissenschaft (Habilitationsschrift) zu Ehren von Hugo Friedrich und Erich Köhler, Universität Freiburg

## Publikationen
Monographien
- Institution Literatur und Roman. Zur Rekonstruktion der Literatursoziologie, Frankfurt/M. 1981, ISBN 3-518-10668-6.
- Das Subjekt der Moderne. Mentalitätswandel und literarische Evolution zwischen Klassik und Aufklärung, (mimesis Untersuchungen zu den romanischen Literaturen der Neuzeit), Tübingen 1987, ISBN 3-484-55002-3.
- Zeitgabe. Für eine Ästhetik der Lebenswelt, Wien 2001, ISBN  3-85165-462-5.
- Lebenswelten. Imaginationsräume der Europäischen Literatur, (Mimesis Romanische Literaturen der Welt), Berlin/Boston 2013, ISBN 978-3-11-029252-7.
- Zeitenwende. Kleine Theorien der neuen Welt, Köln 2018, ISBN 978-3-00-060287-0.
- Klassiker der französischen, deutschen und altgriechischen Literatur. Vorlesungen 2017 bis 2019, Berlin 2021, ISBN 978-3-7329-0747-2.
- Meisterwerke der europäischen Literatur – Von Aristophanes bis Dürrenmatt. Hannoveraner Vorlesungen, Berlin 2024, ISBN 978-3-7329-1021-2.

## Herausgeberschaft
- Reihe: Aisthesis, Hermeneutik, Rhetorik. Zus. mit Ekkehard Eggs. Seit 2005.